# Thebe (zorgorganisatie)

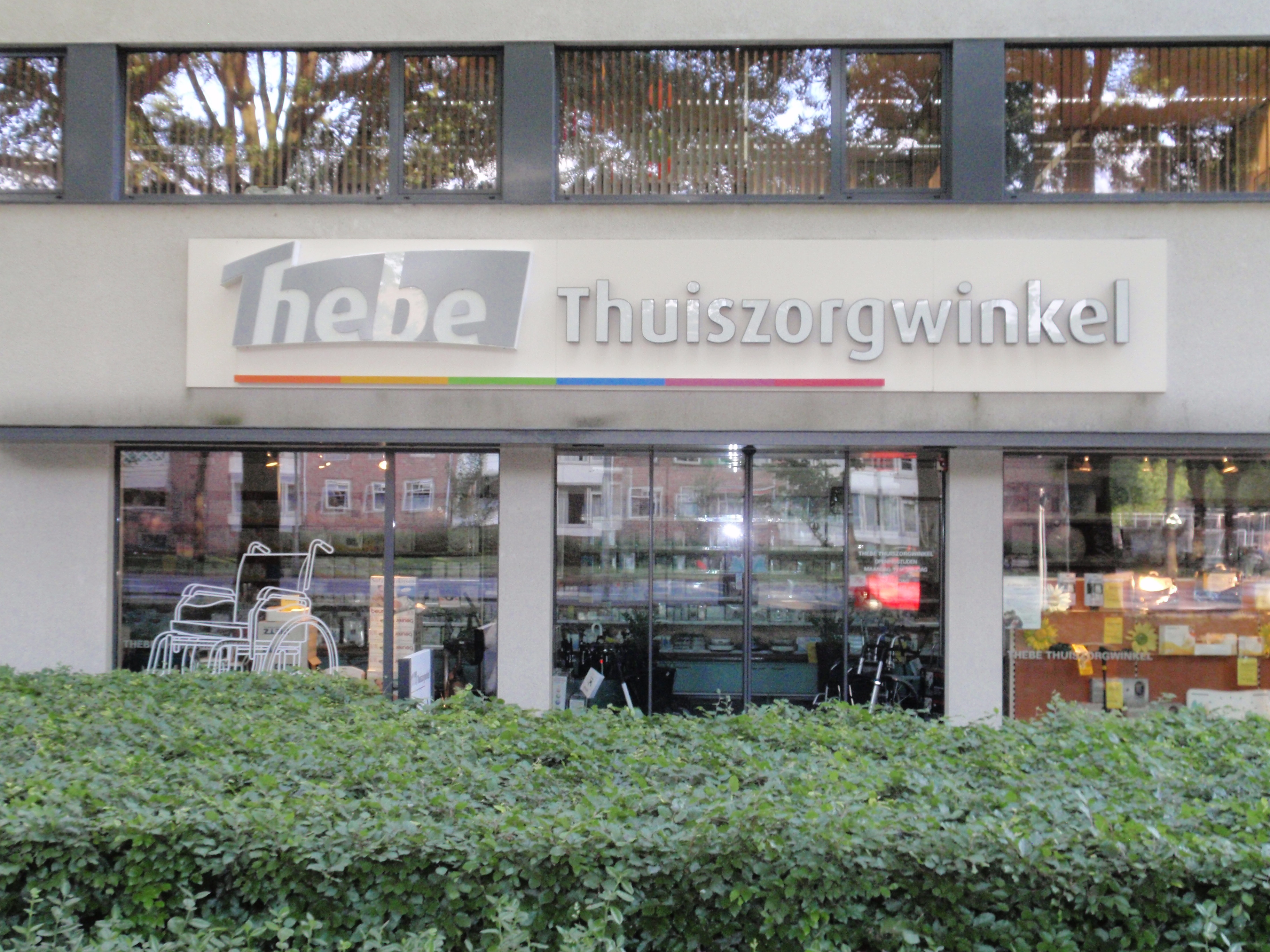
Thebe Thuiszorgwinkel in Tilburg

Thebe biedt thuiszorg en zorg in woonzorgcentra in 19 gemeenten in Midden- en West-Brabant. Thebe is HKZ-ISO gecertificeerd en is aangesloten bij brancheorganisatie Actiz.

## Geschiedenis van Thebe
De wortels van Thebe liggen bij het Wit-Gele Kruis, een kruisvereniging op het gebied van zieken- en gezondheidszorg, die in 1919 is opgericht. In 1932 ging deze kruisvereniging over in het Groene Kruis. Hieruit kwam in 1974 de Tilburgse Kruisvereniging voort en in 1993 is deze vereniging met nog negen andere stichtingen en verenigingen gefuseerd tot Thuiszorg Midden-Brabant. Aan deze fusieorganisatie is uiteindelijk de naam Thebe gegeven. Vervolgens is Thebe verder gegroeid door een volgende fusie op 1 april 2005 met Stichting De Runne en Kruiswerk Mark en Maas (een jaar later kwam daar ook Thuiszorg Maasmond bij). Per 1 juli 2010 is de huidige organisatie ontstaan door de fusie van Thebe  met Stichting Holding Oranjehaeve- De IJpelaar- Aeneas uit Breda. 

## Medewerkers van Thebe
Thebe heeft circa 4000 medewerkers in dienst (peildatum 31-12-2024). Daarnaast heeft Thebe circa 1500 vrijwilligers.